# Wereldkampioenschap X-trial 2014

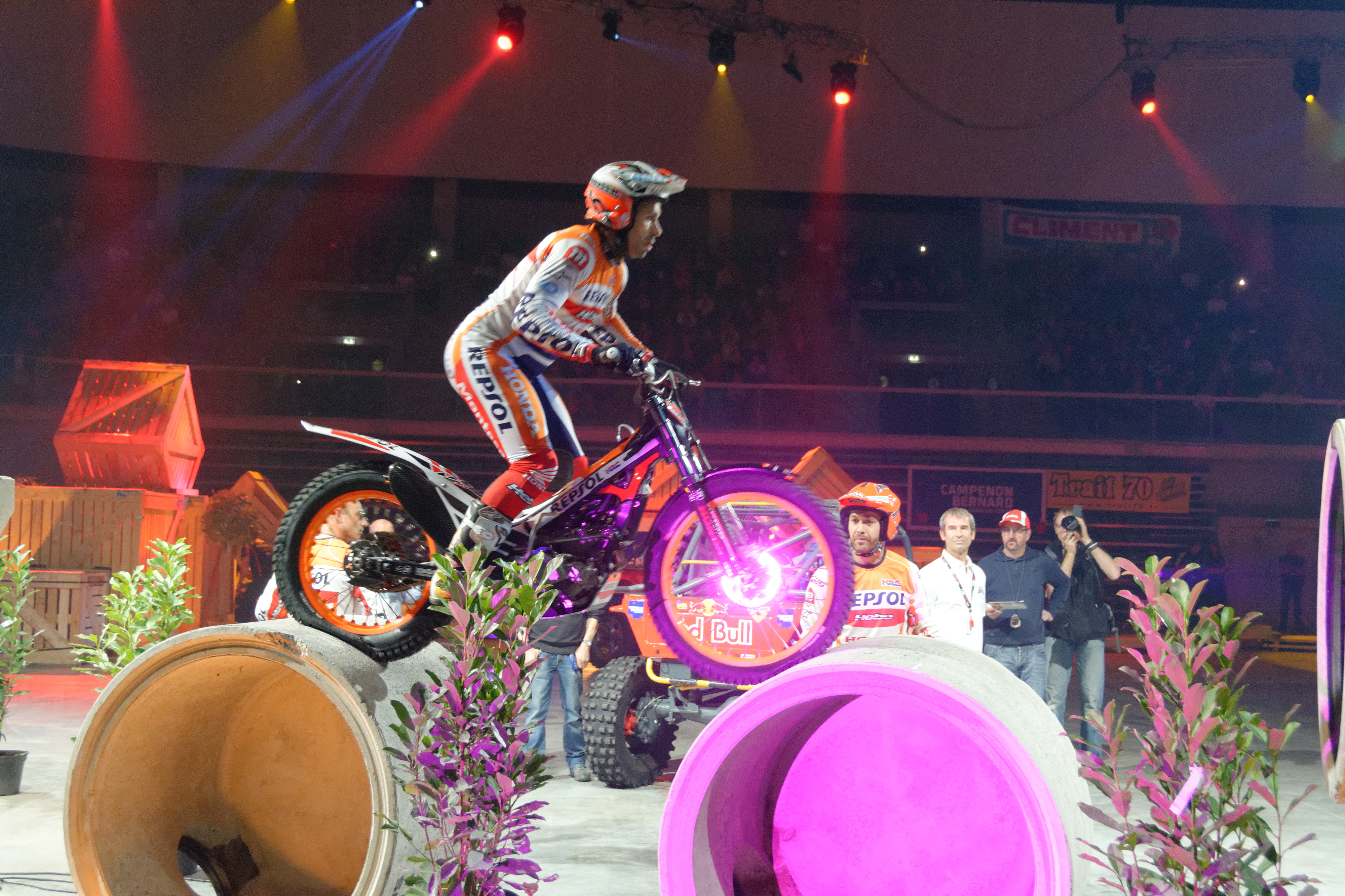
Achtvoudigvoudig wereldkampioen Toni Bou

Het FIM Wereldkampioenschap X-trial 2014 werd tussen 4 januari en 28 maart van dat jaar gereden.
De rijders kwamen in 5 wedstrijden uit: in Groot-Brittannië, Frankrijk, Italië en tweemaal in Spanje. De Spanjaard Toni Bou (HRC Montesa) won alle vijf wedstrijden en prolongeerde daarme zijn titel voor de zevende keer. Zijn landgenoten Albert Cabestany (Sherco), Adam Raga (GasGas) en Jeroni Fajardo (Beta) verdeelden de overige podiumplaatsen, waarmee alle podiumplaatsen van alle wedstrijden door Spanjaarden werden ingenomen.

## Eindklassement
| Nr. | Naam                        | Sheffield | Marseille | Barcelona | Milaan | Oviedo | Totaal |
| --- | --------------------------- | --------- | --------- | --------- | ------ | ------ | ------ |
| 1   | Toni Bou (Montesa)          | 20        | 20        | 20        | 20     | 20     | 100    |
| 2   | Albert Cabestany (Sherco)   | 15        | 12        | 12        | 15     | 15     | 69     |
| 3   | Adam Raga (GasGas)          | 6         | 15        | 15        | 12     | 12     | 60     |
| 4   | James Dabill (Beta)         | 5         | 9         | 9         | 9      | 9      | 41     |
| 5   | Jeroni Fajardo (Beta)       | 12        | 6         | 6         | 6      | 5      | 35     |
| 6   | Takahisa Fujinami (Montesa) | 9         | 5         | 5         | 4      | 3      | 26     |
| 7   | Loris Gubian (Ossa)         | 4         | 2         | 4         | 2      | 6      | 18     |
| 8   | Jorge Casales (GasGas)      | 3         | 4         | 3         | 3      | 4      | 17     |
| 9   | Mateo Grattarola (GasGas)   | -         | -         | -         | 5      | -      | 5      |
| 10  | Steven Coquelin (GasGas)    | -         | 3         | -         | -      | -      | 3      |
| 11  | Michael Brown (GasGas)      | 2         | -         | -         | -      | -      | 2      |
| 12  | Matteo Poli (Ossa)          | -         | -         | -         | 1      | -      | 1      |
| 13  | Alexandre Ferrer (Sherco)   | -         | 1         | -         | -      | -      | 1      |
| 11  | Jack Challoner (Ossa)       | 1         | -         | -         | -      | -      | 1      |